# 거제백병원
거붕백병원은 경상남도 거제시 상동동 소재의 종합 병원이다.